# Mellicta asteriades
Mellicta asteriades är en fjärilsart som beskrevs av De Selys 1857. Mellicta asteriades ingår i släktet Mellicta och familjen praktfjärilar. Inga underarter finns listade i Catalogue of Life.